# فرنتس راکوتسی یکم
فِرِنتس راکوتسی یکم (به مجاری: I. Rákóczi Ferenc) زاده ۲۴ فوریه ۱۶۴۵ در دْیولافِهِروار – درگذشته ۸ ژوئیه ۱۶۷۶ در زْبُرو، اشراف‌زادهٔ مجار، پرنس برگزیده ترانسیلوانی و پدر قهرمان ملی مجارستان، فرنتس راکوتسی دوم بود.

## زندگی
فرنتس راکوتسی فرزند دْیوردْیْ راکوتسی، پرنس ترانسیلوانی و ژوفیا باتوری بود. او در زمان حیات پدرش در ۱۶۵۲ به عنوان پرنس ترانسیلوانی برگزیده شده‌بود ولی با این وجود به دلیل ورود پدرش به مبارزات علیه لهستان در ۱۶۵۷ و عواقب آن، امپراتوری عثمانی در سال ۱۶۶۰ پدر راکوتسی را عزل کرد و تاج و تخت ترانسیلوانی برای راکوتسی‌ها منع شد.
خانواده راکوتسی کالوینیست و از حامیان سرسخت کلیسای پروتستانتیسم در مجارستان بودند. با این حال، مادر راکوتسی که صرفاً به خاطر ازدواج، به کالوینیسم گرویده بود، پس از مرگ شوهرش، به کاتولیک بازگشت. راکوتسی نیز توسط مادرش کاتولیک تربیت شد.